# 항성 분류
항성 분류(恒星分類, 영어: stellar classification)는 항성들을 특정 기준에 따라 구별하는 것을 의미한다. 주로 표면온도와 분광학적 특징 두 가지에 의해 항성을 분류한다. 표면온도는 빈의 변위법칙을 통해서 분류할 수 있지만, 멀리 떨어진 항성의 경우는 빈의 법칙을 사용하기가 곤란하다. 항성분광학의 발전으로 특정 흡수선은 일정한 온도 범위 내에서만 나온다는 사실이 밝혀진 뒤, 흡수선의 양상에 따라 거리에 관계없이 항성들을 분류할 수 있게 되었다.
19세기 분광형 구별기호는 알파벳 A에서 Q까지였으며, 이는 오늘날 분광형 기호의 시초가 되었다.

## 세키 분류법
1860년대, 이탈리아의 항성분광학자 안젤로 세키(Angelo Secchi)는 스펙트럼의 차이에 근거하여 세키 분류법을 만들었다. 1868년 그는 항성들을 4가지로 분류했다.
- I형 : 청색, 백색 항성 - 넓은 범위에서 강한 수소선을 보임.(현대의 A형)
- II형 : 노란색 항성 - 수소선은 다소 약하나 분명한 금속선을 보임.(현대의 G, K형)
- III형 : 오렌지~적색 항성 - 복잡한 스펙트럼의 띠를 보임.(현대의 M형)
- IV형 : 적색 항성 - 뚜렷한 탄소띠 및 탄소선을 보임(탄소별)
- V형 : 방출선 - (예 : Be, Bf형 등)

이 중 V형은 1878년 마지막으로 추가된 분류형태이다.
20세기 초, 세키 분류법은 하버드 항성 분류법으로 교체되었다.

## 하버드 항성 분류법
하버드 일차원식 항성 분류표는 1912년 경 하버드대학교 천문대의 애니 점프 캐넌과 에드워드 C. 피커링에 의해 만들어졌다.
참고로 이 분류법은 헨리 드레이퍼 목록(HD)과는 다르다.
일차원이란, 분류기준으로 온도라는 변수 하나를 책정했음을 의미한다.
온도 범위에 따른 질량, 지름, 광도 및 스펙트럼 정보도 함께 싣고 있다.
| 분광형 | 표면온도        | 통상적인 색 | 겉보기 색     | 실제 색    | 질량(M☉)  | 반경(R☉)  | 광도 (L☉)        | 수소선    | 모든 주계열성들 중 차지하는 비율 |
| ------ | --------------- | ----------- | ------------- | ---------- | --------- | --------- | ---------------- | --------- | -------------------------------- |
| O      | 30,000-60,000 K | 청색        | 청색          | 청색       | 12-30     | 6-20      | 30,000-1,400,000 | 약함      | 0.000002%                        |
| B      | 10,000-30,000 K | 청백색      | 청백색        | 청색       | 2.1-12    | 1.8-6     | 25-30,000        | 중간      | 0.013%                           |
| A      | 7,500-10,000 K  | 백색        | 백색          | 청백색     | 1.4-2.1   | 1.4-1.8   | 5-25             | 강함      | 0.11%                            |
| F      | 6,000-7,500 K   | 백색-노란색 | 백색          | 옅은청백색 | 1.03-1.4  | 1.15-1.4  | 1.5-5            | 중간      | 1%                               |
| G      | 5,200-6,000 K   | 노란색      | 노란색        | 백색       | 0.8-1.03  | 0.96-1.15 | 0.6-1.5          | 약함      | 2.5%                             |
| K      | 3,700–5,200 K   | 오렌지색    | 노랑-오렌지색 | 노란색     | 0.45-0.8  | 0.7-0.96  | 0.08-0.6         | 매우 약함 | 6.7%                             |
| M      | 2,000-3,700 K   | 적색        | 오렌지-적색   | 오렌지색   | 0.08-0.45 | 0.2-0.7   | 0.01-0.08        | 매우 약함 | 89.677%                          |

위 표에 나온 질량, 반경, 광도값은 주계열성의 경우만 해당되며, 백색 왜성이나 적색 거성과 같이 주계열상에서 이탈한 부류에는 적용되지 않는다. 영어권에서 분광형 OBAFGKM을 암기하는 방법으로 "Oh Be A Fine Girl Kiss Me"를 주로 사용한다. 헤르츠스프룽-러셀 도표에서 사용하는 변수는 절대등급, 표면온도, 광도의 세 가지이다.

헤르츠스프룽-러셀 도표

19세기 말 세키 분류법에서 사용했던 순차적인(A~Q) 분광형 기호가 뒤죽박죽으로 된 이유는 이렇다. 분광학이 처음으로 정립되었을 때 천문학자들은 별들의 스펙트럼에 독특한 수소분광선이 포함되어 있음을 알게 되었고, 수소발머연속선의 강도가 가장 강한 A부터 제일 약한 Q까지 기호를 붙였다. 그 뒤 여기에 중성선이나 이온화선을 갖는 경우가 추가되었다.(칼슘 H, K선 / 나트륨 D선) 이후 이 기호들 중 여럿이 중복되었음이 밝혀지고, 중복되는 기호들은 삭제되었다. (수소흡수선이 별의 표면온도와 관계 있음을 알게 된 것은 훨씬 뒤의 일이었다.) 1920년대에 인도의 물리학자 메그나드 사하는 물리화학의 분자 해리현상을 분광학 분야에 응용한, 이온화 이론을 수립했다. 그는 이 이론을 태양의 채층 및 항성 스펙트럼 분야에 적용했다. 하버드대 천문학자 세실리아 페인-게이포쉬킨은 표면온도 순서대로 분광형 기호를 나열하면 OBAFGKM의 순서가 된다고 정리를 했다.
분광형은 다시 아라비아 숫자로 0에서 9까지 10단계로 재분류할 수 있다. 여기서 숫자가 작을수록 그 분광형 내에서 표면 온도가 높고, 숫자가 커질수록 표면 온도가 낮아진다. 예를 들면 B형 내에서 B0는 가장 뜨겁고 B9는 가장 차갑다. 이는 수소흡수선의 양상에 따라 임의적으로 숫자를 붙인 것이므로, 각 숫자에 해당하는 온도의 범위는 분광형에 따라 제각기 다르다. 태양은 G2에 속한다.
잘못 알려진 사례로, O, B, A형 항성들을 '젊은 항성', K, M형 항성들을 '늙은 항성'으로 부르는 것을 들 수 있다. 이는 20세기 초의 낡은 이론에서 나온 오해이다. 20세기 초 천문학자들은 항성이 처음 태어났을 때는 밝고 뜨겁다가 나이를 먹을수록 작아지고 어두워지면서 일생을 마친다고 생각했었다. 지금 우리는 이 믿음이 완전한 거짓임을 알고 있다. (자세한 것은 항성진화를 참고하라.) 그러나 미처 별이 되지 못한 갈색왜성들의 경우 처음 탄생했을 때는 M형 항성의 모습을 갖추고 있으나, 나이를 먹으면서 점차 내부에 가지고 있던 열을 잃어버리면서 식고, 분광형도 L, T, Y로 점차 내려가게 된다.

## 여키스 항성 분류법
여키스 항성 분류 또는 MKK로 불리는 항성 분류법은 1943년 여키스 연구소의 윌리엄 윌슨 모건, 필립 C. 키넌, 에디스 켈먼이 창안했다. 이 분류법은 항성을 표면중력에 따라 달라지는 분광선을 기준으로 나눈 것으로, 표면온도에 기준한 하버드 분류법과는 다르다.
거성은 백색왜성보다 덩치는 훨씬 커도, 표면에서의 중력, 가스 밀도, 압력은 백색왜성에 비해 매우 낮다. 이런 차이에서 광도효과(luminosity effects)가 생겨나며, 이는 분광선의 폭 및 강도에 영향을 미치게 된다. 표면온도가 높은 고밀도 항성들은 압력선폭증대 현상을 보인다.
광도계급을 세분하면 다음과 같다.
- I 초거성
  - Ia0 (극대거성 또는 극도로 밝은 초거성 (추가되었음), 예: 용골자리 에타 (특이스펙트럼)/HR 8752 (G0Ia0)
  - Ia (밝은 초거성), 예: 데네브 (A2Ia)
  - Iab (중간 정도 밝은 초거성)예: 베텔게우스 (M2Iab)
  - Ib (덜 밝은 초거성)
- II 밝은 거성
  - IIa, 예: 방패자리 베타 (HD 173764) (G4IIa)
  - IIab
  - IIb, 예: HR 6902 (G9IIb)
- III 일반 거성
  - IIIa, 예: 페르세우스자리 로 (M4IIIa)
  - IIIab 예: 그물자리 델타 (M2IIIab)
  - IIIb, 예:폴룩스 (K2 IIIb)
- IV 준거성
  - IVa, 예: 그물자리 엡실론 (K1-2IVa-III)
  - IVb, 예: HR672A (G0.5IVb)
- V 주계열성(난쟁이별)
  - Va, 예: 사자자리 AD (M4Vae)
  - Vb, 예: 페가수스자리 85 A (G5Vb)
- VI 준왜성 (잘 사용되지 않음)
- VII 백색왜성 (잘 사용되지 않음)

특수한 상황도 발생하는데, 한 항성이 정확히 어떤 상태에 있는 것이 아니라 어중지간한 상황일 수도 있다. 이런 경우 다음과 같은 기호를 사용한다. 특수한 상황은 분광형에 관계없이 모두 존재한다.
| 특수한 상태 관련기호 | 예       | 설명                                            |
| -------------------- | -------- | ----------------------------------------------- |
| -                    | G2 I-II  | 이 별은 초거성과 보통의 밝은 거성 중간상태이다. |
| +                    | O9.5 Ia+ | 이 별은 극대거성이다.                           |
| /                    | M2 IV/V  | 이 별은 준거성인 동시에 주계열성이다.           |

## 분광형

여키스 항성 분류에 의한 주계열성들의 모형

위 그림은 주계열성의 7개 분광형들의 평균적인 크기 및 색을 고려한 모형이다. 단 해당 모형들은 지구에서 본 모습을 기준으로 하고 있기 때문에 실제 우주에서 본 색과는 다르다. 이 문서에서는 다음 7개 분광형에 대한 설명은 주계열에서 벗어난 항성들까지 다루고 있다. 예를 들면 적색 거성은 주계열 상태를 벗어난 죽어가는 별이지만 분광형은 표면 온도를 기준으로 하기 때문에 K 또는 M형에 속한다.

### O형

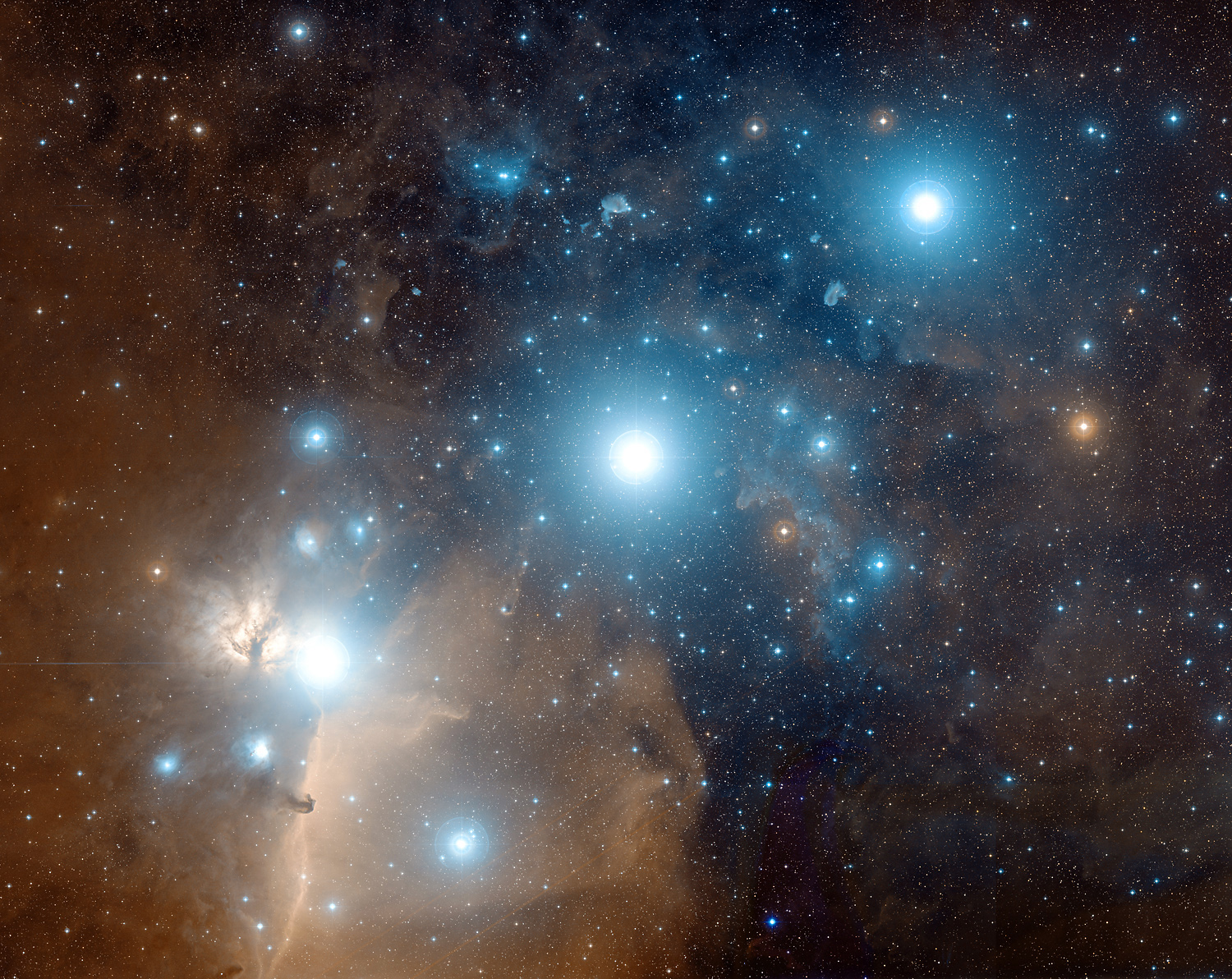
민타카(가장 우측)는 대표적인 O형 항성이다.

O형 항성들은 극도로 뜨겁고 극도로 밝다. 항성의 색은 푸른 빛을 띤다. 사실 O형 항성은 가시광선보다는 자외선 영역에서 대부분의 복사 에너지를 발산한다. 이들은 모든 주계열성 중에서 가장 그 수가 적어서, 대략 2천만 개의 주계열성 중 1개가 이 O형이다. 이들의 광도는 보통 태양의 수만 배 이상이다. 이 항성들의 스펙트럼에서는 헬륨II선, 뚜렷한 이온화원소(규소IV, 산소III, 질소III, 탄소III), 중성헬륨선, 뚜렷한 수소발머선들의 흡수선 및 방출선이 나타난다. 여기서 헬륨II선, 이온화원소, 중성헬륨선은 O5에서 O9로 갈수록 강해지는 양상을 보인다. 반대로, 수소발머선은 O5에서 O3로 올라갈수록 강해진다.
이들의 질량과 광도는 매우 크기 때문에 O형은 모든 주계열성 중 가장 빠르게 수소를 태운다. 따라서 이들은 주계열 단계에 불과 몇백 만~몇천 만년밖에 머물지 못한다. 최근 스피처 우주망원경이 O형 항성들을 관찰한 결과, 모항성들의 광증발효과(photoevaporation effect)로 항성과 인접한 부분의 가스들이 씻겨 나간 것을 확인했다.
예: 오리온자리 제타, 고물자리 제타, 오리온자리 람다, 오리온자리 델타, 땅꾼자리 제타

### B형
B형 항성들은 매우 뜨겁고 매우 밝다. 이들의 스펙트럼은 중성헬륨선 및 보통 수준의 수소선으로 특징지을 수 있다. 마그네슘II선, 규소II선 등 이온화된 금속선 또한 나타난다. B형 역시 O형만은 못하나 주계열성 가운데 매우 희귀하다. 이들은 대략 8000개의 주계열성 중 하나의 꼴로 존재하므로 O형에 비해서는 흔한 편이라고 할 수 있다. 이들의 광도는 보통 태양의 수백 배에서 수만 배에 이른다. O형과 B형은 막대한 에너지의 방출로 인하여 오랜 시간 살 수 없다. 지구에서 관측되는 성단의 경우 O형과 B형 항성들이 분자구름 덩어리와 함께 무리지어 있는 모습을 볼 수 있다. 그 이유로 이들의 수명은 짧기 때문에 처음 생겨난 곳에서 많이 퍼져 나갈 수가 없기 때문이다. 이들을 OB 성협(O-B stellar association)이라고 부른다. OB 성협 중 대표적인 것으로 오리온자리 OB1을 들 수 있는데, 우리 은하의 나선팔을 구성하는 동시에 새로운 별이 탄생하는 부분이기도 하다.
예: 플레이아데스 성단의 밝은 별들, 레굴루스, 리겔, 스피카

### A형
A형 항성들은 뜨겁고 밝다. 밤하늘에서 보이는 별들 중 가장 많은 비율을 차지하며, 지구에서 맨눈으로 볼 때 백색 또는 청백색의 빛을 발하며, 우주에서는 대게 청색~청백색의 색을 가진다. 이들의 스펙트럼은 강한 수소선과 (A0에서 가장 강함) 이온화된 금속선들(철II, 마그네슘II, 규소II, A5에서 가장 강함)을 보인다. 온도가 낮아지는 과정에서 A5에서부터 칼슘II선이 현저히 강해진다. 이들은 우리 태양계 주변에 있는 주계열성 900개 중 하나 꼴로 존재한다.
예: 시리우스, 포말하우트, 베가, 데네브

### F형
F형 항성들은 강한 칼슘II H, K선을 보인다. 온도가 낮은 F형에서부터 철I, 크로뮴I과 같은 중성금속들은 이온화된 금속선을 보이기 시작한다. F형의 스펙트럼 특징은 약한 수소선 및 이온화된 금속이다. 지구에선 F형의 색은 미미한 노란색을 띤 백색으로 이들은 우리 태양계 주위에 있는 주계열성 200개 중 하나 꼴로 존재한다. 우주에서 관측하면 옅은 청백색으로 관측된다.
예: 프로키온, 카노푸스, 폴라리스(북극성), 마차부자리 엡실론, 코르 카롤리

### G형
우리의 태양이 여기에 속한다는 이유 하나만으로 G형은 인류에게 가장 잘 알려진 별이다. 강한 칼슘II H, K선을 보이며 이는 G2형에서 가장 두드러진다. G형은 F형보다 수소선의 강도가 약하나, 이온화된 금속과 함께 중성금속선을 포함한다. 흔히 황색 왜성이라는 표현을 쓰지만, 이는 지구기준으로 우주에서는 흰색~옅은 청백색으로 관측된다. G형을 황색 항성진화 공백(Yellow Evolutionary Void)이라고 일컫기도 하는데, 초거성들의 분광형은 O-B, K-M 사이에서 왔다갔다 할 뿐 G형 근처에서는 오래 머물지 않기 때문이다. 그 이유로 G형은 초거성이 안정되게 존재하기 힘든 온도이기 때문이다. 태양계 주변의 주계열성 100개 중 한 개가 G형에 속한다.
예: 태양, 센타우루스자리 알파 A, 카펠라, 고래자리 타우

### K형
K형은 외관상 오렌지색이며 우리 태양과 같은 G형보다 덜 밝고, 더 차갑다. 일부 K형 별들은 아크투루스와 같이 거성인 반면 대다수의 K형은 주계열성이다. 이들은 매우 약한 수소선과 매우 강한 중성금속(망간I, 철I, 규소I)의 선을 보인다. 지구에서 관측시에는 오렌지색을 띄며 우주에서는 옅은 황색을 띄게 된다. 차가운 K형에서는 산화티탄의 분자띠가 나타나기 시작한다. 태양계 주변의 주계열성 15개 중 한 개가 K형이다.
예: 센타우루스자리 알파 B, 에리다누스자리 엡실론, 알데바란, 아크투루스, 폴룩스

### M형

적색 초거성의 대부분은 M형의 붉고 거대한 별이다.

M형은 관측된 항성들 중 가장 많은 숫자를 차지한다. 대략 우리 은하의 주계열성들 중 90% 가까운 존재가 M형이라고 생각된다. 이들을 보통 적색왜성이라고 일컫는다. 또한 미라, 베텔게우스나 안타레스 등의 초거성들의 다수가 M형에 속한다. 차가운 M형들의 경우 갈색왜성의 초기상태이기도 한데, 보통 이들의 분광형은 M6.5~M9.5이다. M형은 스펙트럼 상에서 중성금속선 및 분자띠를 보여준다. 그러나 수소선은 거의 관찰할 수 없다. M형에서 두드러지는 것은 이산화 타이타늄의 분자띠로, M5 근처에서 가장 강하게 나타난다. 차가운 M형에서부터 산화바나듐의 띠가 나타나기 시작한다. 보통 10개중 9개가 이 M형이다.
예: 베텔기우스, 안타레스(이상 초거성), 센타우루스자리 프록시마, 버나드별, 글리제 581(이상 주계열성 또는 적색왜성), LEHPM 2-59(준왜성), 테이데 1(학문상 갈색왜성), GSC 08047-00232 B(갈색왜성)

## 기타 분광형
새로운 종류의 항성들이 발견됨에 따라 그에 맞는 새로운 분광형이 등장했다.

### 뜨거운 청색 방출성
일부 아주 뜨거운 청색 별들의 스펙트럼에서는 탄소, 질소 심지어 산소 방출선까지 나타난다.

#### W형
W형, WR형을 울프-레이에별이라고도 부른다. 이들의 대기는 대부분이 헬륨으로, 일반적인 항성의 대기가 수소임을 감안하면 특이한 존재이다. 이들은 진화 과정의 막바지에 도달한 별들이며 내부의 복사압 때문에 수소로 된 외곽부가 우주 공간으로 흩어져 나간 뒤, 내부에 있던 헬륨의 중심부가 외부로 드러난 것으로 생각된다.
탄소, 질소, 산소 방출선의 강약에 따라 WC (WCE-초기형, WCL-말기형), WN (WNE-초기형, WNL-말기형), WO형으로 다시 세분한다.
- W형: 표면온도가 70,000K 이상일 경우에 해당한다.

예: 돛자리 감마 A (WC)
예: WR124 (WN)
예: WR93B (WO)

##### OC, ON, BC, BN형
울프-레이에별과 O, B형 항성들의 중간 상태이다. 구체적 분광형으로 OC, ON, BC, BN형이 있다.
예: HD 152249 (OC)
예: HD 105056 (ON)
예: HD 2905 (BC)
예: HD 163181 (BN)

#### OB형
OB형은 실제 분광형의 기호가 아니라, OB성협에 존재하는 O, B, A(뜨거운 A형만 해당된다.)형 항성들을 통틀어 부르는 명칭이다.

### 차가운 적색 왜성
L, T형은 차가운 적색 왜성 및 갈색 왜성에 해당되는 분광형이다. 이들은 가시광선 영역에서 거의 에너지를 발산하지 않는다. Y형은 T형보다 차갑고, 독특한 질적 특이사항을 지니는 갈색 왜성에 붙이는 분광형이다.

#### L형

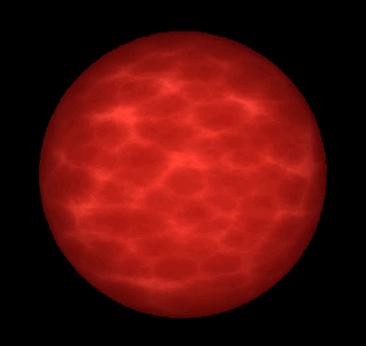
L형 왜성의 상상도.

L형에 해당하는 천체는 차가운 적색왜성부터 뜨거운 갈색왜성까지이다. 온도가 높은 L형은 스스로 핵융합을 할 질량이 되지만, 차가운 L형은 그렇지 못하다. 항성으로 부르기에 부족한 질량 때문에, L형을 부를 때 L형 항성이 아니라 L형 왜성이라고 부른다. L형은 온도가 낮기 때문에 스펙트럼 상에서 알칼리 금속 및 수소화합물의 선이 검출된다. 온도는 1,300 ~ 2,000K 정도이다.

##### 예
다음 목록은 지구에서 165광년 이내에 있는 L형 왜성들이다.
| 이름              | 바이어 기호 | 분광형 | 질량(태양=1) | 거리(광년) | 비고               |
| ----------------- | ----------- | ------ | ------------ | ---------- | ------------------ |
| cha 110913-773444 |             | L      | 0.008        | 163        |                    |
| DEN 0255-4700     |             | L7.5   |              | 16.19      |                    |
| DEN 1048-3956B    |             | L0     | 0.06         | 13.19      | 가장 가까운 왜성계 |

#### T형

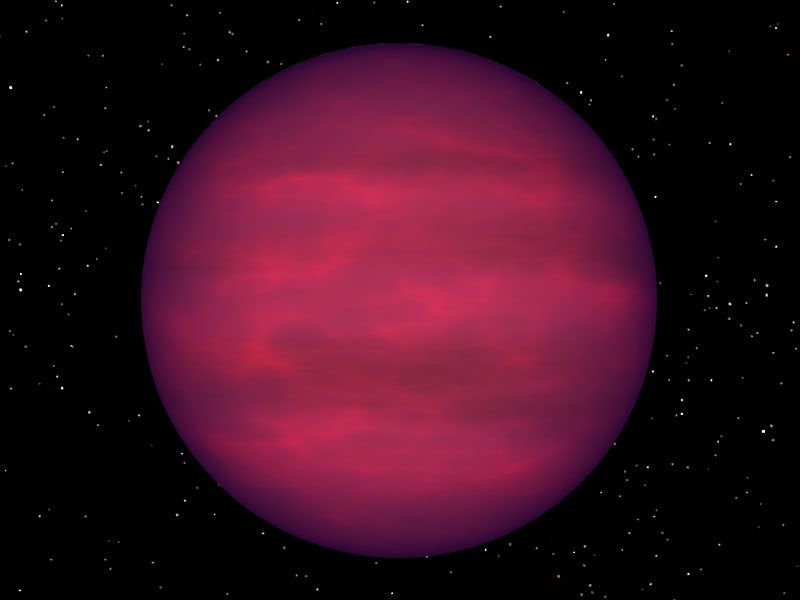
T형 왜성의 상상도.

T형을 메탄 왜성이라고도 부른다. T형은 온도가 낮은 갈색 왜성으로, 표면온도가 700K~1300K 정도이다. 이 온도에서 T형 왜성이 발산하는 에너지는 대부분 적외선 영역에 몰려 있다. 또한 스팩트럼 중 메탄의 선이 가장 강하게 나타난다.

##### 예
다음 목록은 200광년 내에 위치한 T형 왜성들이다.
| 이름                      | 바이어 기호 | 분광형 | 질량(목성=1) | 거리(광년) | 비고                         |
| ------------------------- | ----------- | ------ | ------------ | ---------- | ---------------------------- |
| 2MASS J09393548-2448279A  |             | T8     | 30-40        | 17         | 이중성                       |
| 2MASS J09393548-2448279B  |             | T8     | 30-40        | 17         |                              |
| CFBDS J005910.90-011401.3 |             | T9-Y0  |              | 100        |                              |
| SIMP J013656.5+093347     |             |        | 12           | 20         | 밤하늘에서 가장 밝은 T왜성계 |
| ULAS J133553.45+113005.2  |             | T9-Y0  | 15-31        | 32         |                              |
| 글리제 570D               |             | T7     | 50           | 19         |                              |
| 물고기자리 54b            |             | T7.5   |              | 36.2       |                              |
| 인디언자리 엡실론Ba       | 좌동        | T1     | 47           | 12         |                              |
| 인디언자리 엡실론Bb       | 좌동        | T7     | 28           | 12         |                              |
| ULAS J003402.77-005206.7  |             | T9-Y0  | 5-19         |            |                              |

#### Y형

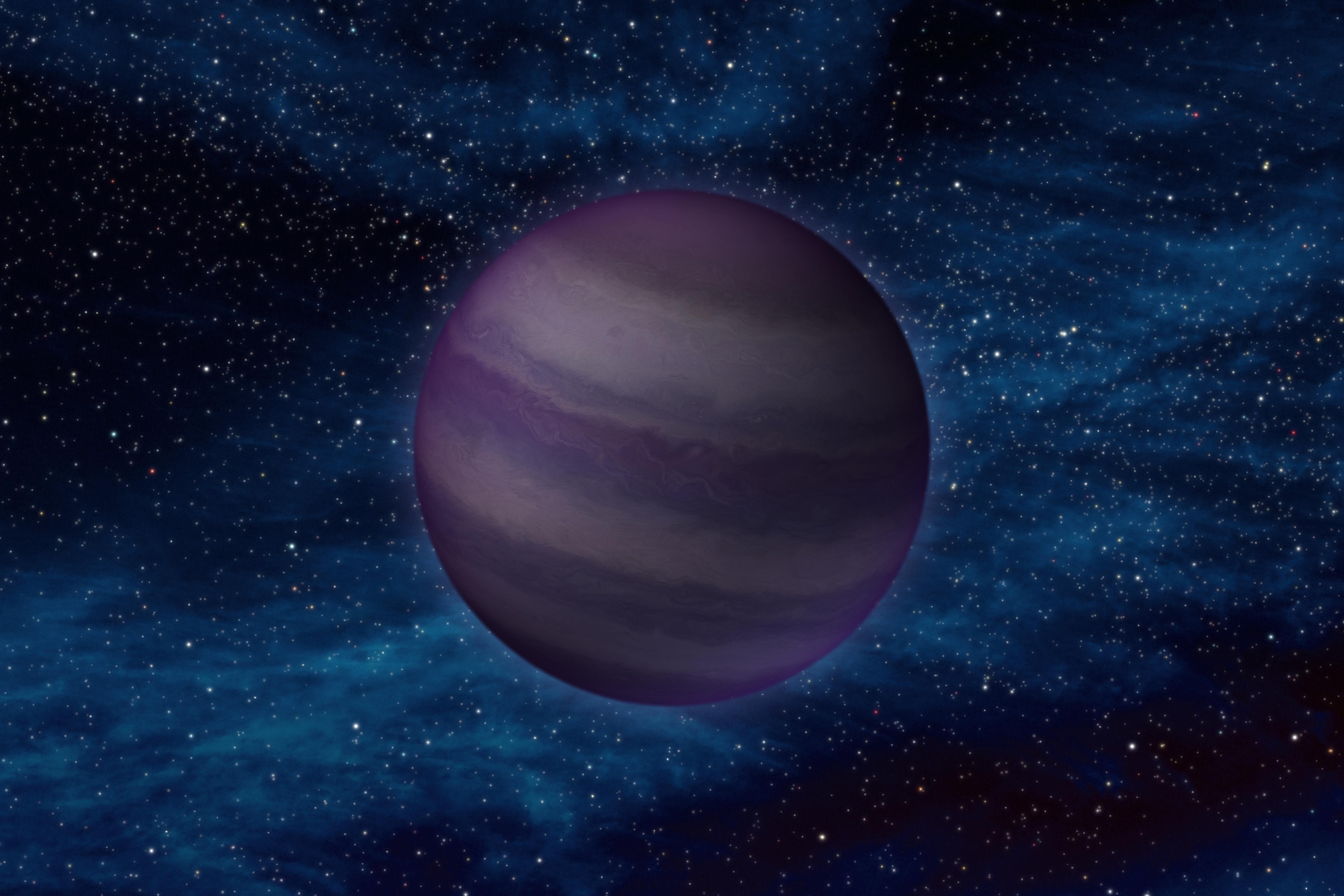
Y형 왜성의 상상도

Y형 왜성은 T형 왜성보다 더 온도가 낮은 항성이다. 천문학계는 700K 이하의 온도를 지니는 '아주 차가운 갈색 왜성'을 Y형 왜성으로 정의하고 있다. Y형 왜성의 스펙트럼은 암모니아의 선을 보일 확률이 높다. T형 왜성과 Y형 왜성의 경계는 현재 알려진 온도보다 훨씬 더 차가울 것으로 예상된다. 2008년 3월에 표면온도가 620K인 갈색 왜성 CFBDS J005910.90-011401.3을 발견하였고, 분광형은 Y0으로 되었다. 같은 해 6월, 항성 ULAS J133553.45+113005.2 도 발견되었으며, 표면온도는 550-600K, 거리는 26-40광년이다. 질량은 15-31 MJ이다.

##### 예
다음 목록은 지금까지 발견된 Y형 왜성이다.
| 이름                      | 바이어 기호 | 분광형 | 질량(목성=1) | 거리(광년) | 비고 |
| ------------------------- | ----------- | ------ | ------------ | ---------- | ---- |
| CFBDS J005910.90-011401.3 |             | T9-Y0  |              |            |      |
| ULAS J133553.45+113005.2  |             | T9-Y0  | 15-31        | 32         |      |
| ULAS J003402.77-005206.7  |             | T9-Y0  | 5-19         |            |      |

### 탄소관련 후기 거성
탄소관련 항성은 스펙트럼상에 헬륨 삼중알파 융합과정으로 나온 탄소가 검출되는 항성이다. 대기 중의 풍부한 탄소량 및 평행 S-과정(중원소를 생산한다.) 때문에, 이들의 스펙트럼은 주계열 G, K, M형 항성들과는 많이 다르다. 이들 탄소관련 항성들 중 일부는 스스로 탄소를 만들어 내지만, 적지 않은 다른 탄소별들은 이중성으로, 백색 왜성인 동반성으로부터(동반성은 한 때 탄소별이었다.) 외곽 물질을 흡수했던 것으로 추측하고 있다.

#### C형: 탄소별
탄소별의 원래 분광형 기호는 R, N이었다. 주계열성 중에도 탄소별이 있지만, 대다수 탄소별은 거성이다. 이들은 생애의 끝에 다다른 죽어가는 별들이며, 상층부 대기에 탄소 함량이 특별히 많다. 예전 R 및 N 분광형을 요즘 기호에 대입할 경우 G형 중간 ~ 차가운 M형까지가 해당된다. 이들을 포괄하는 기호로 요즘 보편적으로 쓰이는 것은 C이다.(N0와 C6은 비슷하다)
탄소별들 중 좀 더 차가운 부류들을 J로 표시하기도 한다. J형 별들의 스펙트럼에는 12CN과 13CN이 강하게 나타난다. 탄소별들의 대표적인 예는 아래와 같다.
- C는 탄소별의 기호이다.
  - C-R은 종전에 사용하던 기호로, 차가운 G형에서 뜨거운 K형 사이 온도를 지닌 탄소별들을 나타낸다. 예 : 기린자리 S
  - C-N은 종전에 사용하던 기호로, 차가운 K형에서 M형 사이 온도를 지닌 탄소별들이다. 예 : 토끼자리 R
  - C-J는 13C 함유율이 높은 탄소별로 온도가 낮다. 예 : 사냥개자리 Y
  - C-H는 C-R 별들 중 항성종족 II의 특징을 보이는 부류들이다. 예 : 양자리 V, 사냥개자리 TT
  - C-Hd는 수소 함량이 적으며 스펙트럼상에 CH와 C2 선이 나타난다. 이들은 차가운 G형 초거성들과 비슷하다. 예 : HD 137613

#### S형
S형 항성들은 산화 지르코늄의 선과(또는) 산화 티타늄의 선을 보이며, M형 항성과 탄소별 중간에 놓여 있다. S형 항성들은 지르코늄 및 s-과정을 통해 생산된 기타 원소들이 대기에 풍부하게 존재한다. S형 별들은 탄소와 산소가 M형 별들처럼 풍부하다. 탄소와 산소가 많기 때문에, 이 두 원소는 거의 대부분이 일산화 탄소 분자 내에 묶여 있다. 일산화 탄소는 표면 온도가 낮은 별의 대기에서 분자 형태로 존재할 수 있는데, 이 경우 함량이 적은 다른 원소들을 '먹어 치운다'. 그 결과 평범한 화학적 조성을 지니는 별에서 산화 티타늄을 구성하는 데 쓰였어야 할 산소가 일산화 탄소에 묶여 있다(이를 '여분의 산소'라고 부른다). 마찬가지로 이원자 탄소 분자를 생성하는 데 쓰이는 탄소도 '여분의 탄소' 형태로 존재하게 되며, 이들을 제외하고 남는 것은 '아무것도 없게' 된다. S형 항성과 M형 별들 사이의 관련성은 탄소가 얼마나 풍부하게 존재하는가에 달려 있다. 탄소별들처럼 거의 모든 S형 별들은 거성 또는 초거성이다.
예: 큰곰자리 S, HR 1105

#### MS, SC형
MS형은 분광형 M과 S 사이의 특징을 보이는 항성들을 일컫는 말이며, 마찬가지로 SC형 역시 S형과 C-N형의 중간 형태 성질을 보여주는 항성들이다. 탄소별의 경우 점근거성가지 단계에서 M → MS → S → SC → C-N 단계를 밟아가며 점차 탄소의 양이 많아지는 것으로 받아들여지고 있다.
예: 뱀자리 R, 외뿔소자리 ST (MS형)
예: 백조자리 CY, 남십자자리 BH (SC형)

### 백색 왜성
D형은 백색 왜성을 가리키는 분광형 기호이다. 백색 왜성은 질량이 비교적 작은 별들이 진화과정을 마치고 축퇴된 상태이다. 백색 왜성의 분광형을 세분하면 DA, DB, DC, DO, DQ, DX, DZ로 구별할 수 있다. 여기서 D 뒤에 붙은 A, B, C 등은 전통적인 분광형 기호와는 관계가 없으며, 백색 왜성의 대기에 어떤 성분이 많이 포함되어 있는가에 기준하여 붙인 기호이다.
예: : 시리우스 B(DA2), 프로키온 B(DA4), 반 마넨의 별(DZ7)
세분한 분광형을 각각 설명하면 다음과 같다.
- DA: 강한 발머수소 분광선이 검출, 외곽대기에 수소 함유량이 많음
- DB: 중성헬륨(헬륨 I) 분광선이 검출, 외곽대기에 헬륨 함유량이 많음
- DO: 이온화 헬륨(헬륨 II) 분광선이 검출, 외곽대기에 헬륨 함유량이 많음
- DQ: 탄소 원자 또는 탄소 분자의 분광선이 검출, 외곽대기에 탄소 함유량이 많음
- DZ: 금속 분광선이 검출, 외곽대기에 중원소 함유량이 많음
- DC: 특별히 강하게 검출되는 성분이 없음.
- DX: 분광선이 확실하지 않아 상기 분광형들 중 어디에도 포함시키기 어려울 때

DA0, DO5 등과 같이 1에서 9까지 아라비아 숫자가 추가로 붙는데, 이는 백색왜성의 표면 온도(Teff)에 따라 붙인 기호이다. 그러나 1미만, 9이상의 숫자가 사용되는 경우도 있다.
백색왜성이 상기 사항들 중 두 가지의 특징을 가지고 있을 경우 두 개의 분광형을 사용한다.
- DAB: 중성헬륨 분광선이 검출됨, 외곽대기에 수소와 헬륨 함유량이 많음
- DAO: 이온화 헬륨 분광선이 검출, 외곽대기에 수소와 헬륨 함유량이 많음
- DAZ: 외곽대기에 수소 및 중원소가 많음
- DBZ: 외곽대기에 헬륨 및 중원소가 많음

V는 변광성처럼 밝기가 주기적으로 변하는 맥동 백색왜성에 붙인다.
- DAV, 고래자리 ZZ: 대기에 수소가 많은 맥동 백색왜성
- DBV, 허큘리스자리 V777: 대기에 헬륨이 많은 맥동 백색왜성
- DOV, 처녀자리 GW, PNNV: 대기에 뜨거운 헬륨이 많은 맥동 백색왜성

### 비(非)항성 분광형
항성이 아닌 천체를 표현하는 분광형으로는 P와 Q가 있다. P는 행성상 성운을, Q는 신성을 나타낼 때 사용한다.

## 측광학적 분류
측광계로 구한 자료를 토대로 항성을 분류할 수도 있다. 예를 들면 UBV 색으로 작성한 U-B, B-V 색지수 도표가 그것이다. 다만 성간적색화 현상, 색변화 현상(중원소 함유량의 차이가 원인임), 색혼합 현상(쌍성 혹은 다중성이 겹쳐지면 색이 섞여 보임) 등의 변수 때문에, 색지수도표가 모든 경우에 정확한 것은 아니다.

## 같이 보기
- 헤르츠스프룽-러셀 도표
- 주계열성

## 참고 문헌
1. ↑  한국천문학회 편 《천문학용어집》 289쪽 우단 12째줄
2. ↑  Keenan, P. C. 1954 Astrophysical Journal, vol. 120, p.484